# إليزابيث كاسترو
إليزابيث كاسترو (بالفرنسية: Zazon) هي مخرجة وممثلة فرنسية، ولدت في 12 أكتوبر 1976 في فرنسا.

## وصلات خارجية
- إليزابيث كاسترو على موقع IMDb (الإنجليزية)
- إليزابيث كاسترو على موقع ألو سيني (الفرنسية)
- إليزابيث كاسترو على موقع قاعدة بيانات الفيلم (الإنجليزية)